# CAF - Banco de Desarrollo de América Latina y el Caribe

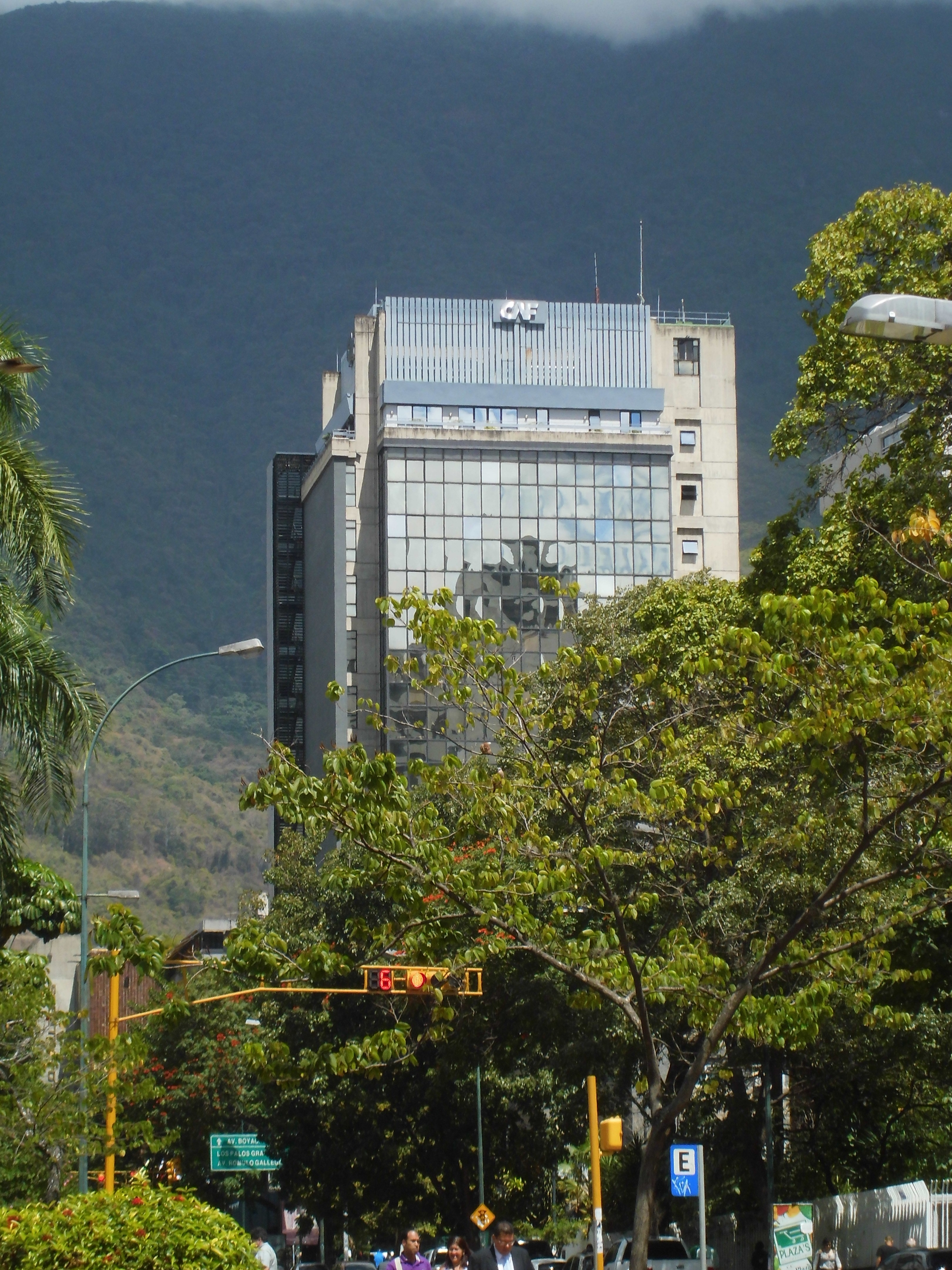
Torre CAF, sede principal de la CAF - Banco de Desarrollo de América Latina y el Caribe.

El Banco de Desarrollo de América Latina y el Caribe (CAF), anteriormente conocido como Corporación Andina de Fomento, es una institución financiera multilateral fundada el 7 de febrero de 1968 con el objetivo de promover el desarrollo sostenible y la integración regional en América Latina y el Caribe. Compuesto por 20 países de América Latina y el Caribe, más España y Portugal y 14 bancos privados de la región. CAF financia proyectos de alto impacto en sectores estratégicos como infraestructura, sostenibilidad, inclusión social, gobernanza y acción climática.
A lo largo de su historia, CAF ha evolucionado para consolidarse como un líder regional en financiamiento verde, destacándose en foros globales y promoviendo iniciativas integracionistas. En 2023, la institución adoptó oficialmente el nombre "Banco de Desarrollo de América Latina y el Caribe", reflejando su proceso de expansión y su compromiso con los desafíos del contexto global. Asimismo, su estrategia ha incluido el fortalecimiento de alianzas con gobiernos y organizaciones internacionales para financiar proyectos de alto valor agregado que contribuyan al desarrollo sostenible y a la reducción de desigualdades en la región.
Con sede principal en Caracas, Venezuela, y oficinas en diversas ciudades de América Latina y Europa, CAF es reconocido como una de las principales fuentes de financiamiento multilateral en la región y un actor clave en la generación de conocimiento y en el impulso a iniciativas para enfrentar el cambio climático y fomentar la inclusión social.

## Historia

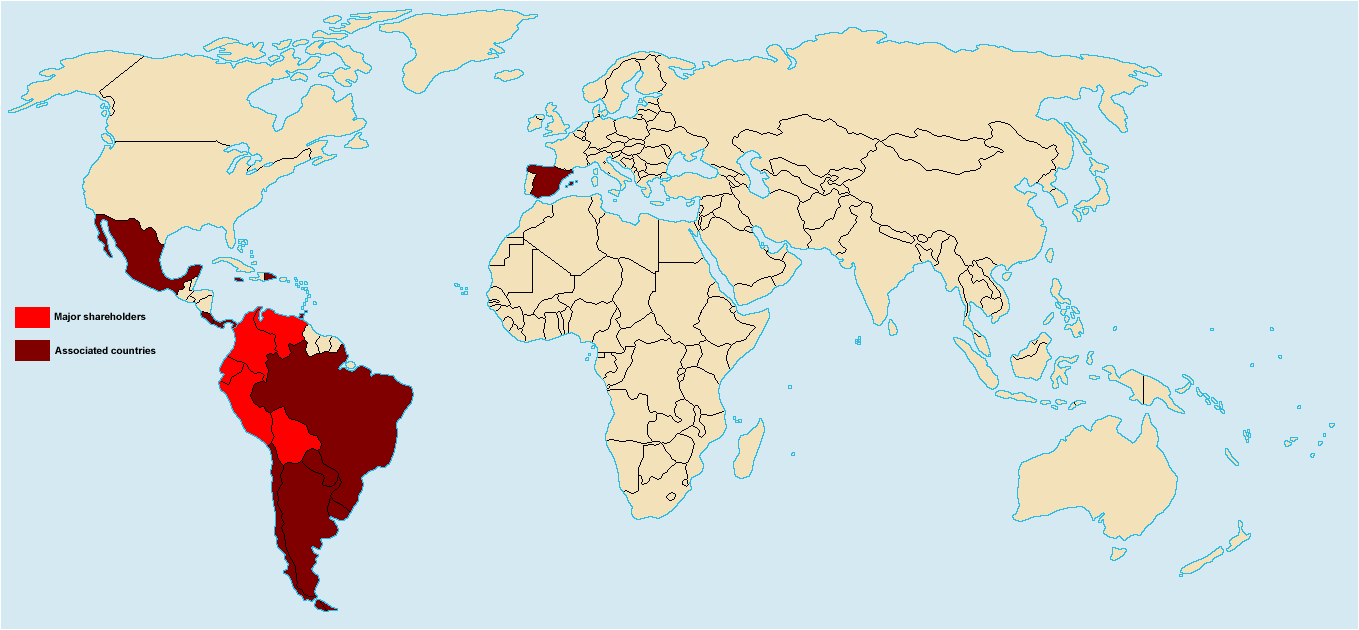
Miembros de la CAF.

La CAF - Corporación Andina de Fomento - Banco de Desarrollo de América Latina y el Caribe fue fundada con ese nombre el 7 de febrero de 1968 en Bogotá, Colombia, por los gobiernos de los 6 países andinos : Bolivia, Chile, Colombia, Ecuador, Perú y Venezuela. En el 1977, Chile que se encontraba bajo la dictadura del general Pinochet se retira del banco CAF. 
El 6 de junio de 2010 el banco CAF adoptó oficialmente el logo : “Banco de desarrollo de América Latina”, y fue utilizado a partir del Informe Anual 2011. En esos años 2010 y 2011, cinco países no andinos se incorporaron como miembros plenos, accionistas de serie "A" : Brasil, Uruguay, Panamá, Argentina, Paraguay, además de 14 bancos privados de la región andina.
En el 2016, Trinidad y Tobago, fue el primer país caribeño y anglófono que pasó de accionista "C" a accionista de serie "A" siendo así el onceavo país de serie "A". Jamaica ya era accionista de serie "C" desde el 1999, y Barbados desde el 2015.
En julio de 2023, durante la Cumbre del 50 aniversario de CARICOM, en Puerto España, capital de Trinidad y Tobago, el banco CAF dio a conocer su nuevo logo : “Banco de desarrollo de América Latina y el Caribe”, lo cual marca su proceso de expansión hacia los países de la región caribeña. El banco CAF anunció la apertura de una nueva oficina en Barbados, país que se unió a Jamaica como accionista de serie "C". Ya eran 3 países caribeños.
Entre 2022 y mayo de 2025, Chile, República Dominicana y Costa Rica pasaron de países accionistas"C" a países accionistas de serie "A". El Salvador y Honduras se unieron directamente como miembros accionistas de serie "A" sin pasar por la serie "C", fortaleciendo la dimensión integracionista del banco CAF. Con estos 5 países, los países accionistas de serie "A" llegan a ser 16.
Al mismo tiempo, el banco CAF cuenta con 7 países accionistas de serie "C". A los países caribeños y anglófonos de Jamaica y Barbados se les han unido Bahamas en 2024 y Antigua y Barbuda en mayo de 2025. Además desde el año 1990, México es y sigue siendo miembro de serie "C". Finalmente España y Portugal son también de serie "C" pero estos 2 países europeos no pueden pasar a serie "A" según los estatutos del banco CAF.
El banco CAF se ha transformado en un actor clave para el desarrollo sostenible y la integración regional en América Latina y el Caribe.

## Estructura organizacional

### Asamblea de accionistas
La Asamblea de Accionistas es el órgano supremo de CAF y está compuesta por los accionistas de las series A, B y C. Este órgano se reúne en sesiones ordinarias una vez al año, dentro de los noventa días siguientes a la finalización del ejercicio anual, y puede convocarse en sesiones extraordinarias cuando sea necesario.
Entre sus principales funciones se encuentran la aprobación del informe anual presentado por el Directorio, la revisión y aprobación de los estados financieros auditados y la determinación del destino de las utilidades percibidas por la institución. Además, la Asamblea elige a los miembros del Directorio, designa a los auditores externos y atiende otros asuntos de relevancia estratégica según lo establecido en el Convenio Constitutivo de CAF.

### Directorio
El Directorio está integrado por representantes de los accionistas de las series A, B y C, quienes suelen ser ministros de Economía y Finanzas, presidentes de bancos centrales o altas autoridades económicas de los países miembros. Este órgano establece las políticas generales de CAF, nombra al Presidente Ejecutivo y aprueba las operaciones crediticias, el presupuesto anual, las garantías, las inversiones y otras acciones alineadas con los objetivos institucionales. Algunas de estas decisiones pueden delegarse al Comité Ejecutivo o al Presidente Ejecutivo según los parámetros definidos por el Directorio.

### Presidencia ejecutiva y vicepresidencias
El liderazgo operativo de CAF se organiza en diversas vicepresidencias y gerencias que aseguran la implementación de sus estrategias y programas, y cada una de ellas se detalla en su organigrama.
A lo largo de su historia, CAF ha tenido 7 presidentes ejecutivos:
| Fechas          | Nombre                        | Nacionalidad |
| --------------- | ----------------------------- | ------------ |
| 1970-1976       | Adolfo Linares Arraya         | Bolivia      |
| 1976-1981       | Julio Sanjinés Goitia         | Bolivia      |
| 1981-1986       | José Corsino Cárdenas         | Ecuador      |
| 1986-1991       | Galo Montaño Pérez            | Ecuador      |
| 1991-2017       | Luis Enrique García Rodríguez | Bolivia      |
| 2017-2021       | Luis Carranza Ugarte          | Perú         |
| 2021-actualidad | Sergio Díaz-Granados          | Colombia     |

## Financiamiento climático
El CAF - Banco de Desarrollo de América Latina y el Caribe (CAF) desempeña un papel  clave en el financiamiento climático en América Latina y el Caribe, canalizando recursos hacia proyectos orientados al desarrollo sostenible y la resiliencia frente al cambio climático. En 2024, el banco alcanzó un importante hito al destinar el 35% de sus recursos a iniciativas verdes, consolidándose como el "banco verde" de la región. Este compromiso está alineado con los objetivos de sostenibilidad ambiental e incluye la protección de la biodiversidad, la conservación de ecosistemas estratégicos y la adaptación y mitigación del cambio climático.

### Compromisos de financiamiento verde
CAF ha destinado una parte significativa de su presupuesto a proyectos que promueven la resiliencia climática de la infraestructura, la transición energética, la mejora de los sistemas de agua y saneamiento, y el crecimiento bajo en emisiones de gases de efecto invernadero. Una de las principales iniciativas es la movilización de USD 25.000 millones hasta 2026, utilizados para financiar proyectos relacionados con la conservación de ecosistemas y la transición a economías sostenibles. Estos fondos se obtienen a través de bonos y fondos verdes, en colaboración con gobiernos, ONGs y el sector privado.
En el ámbito de la conservación marina, CAF ha comprometido USD 1.250 millones hasta 2026, enfocados en restaurar ecosistemas marinos y costeros y proteger áreas marinas protegidas. Paralelamente, se han destinado más de USD 2.000 millones anuales hasta 2030 para mejorar la resiliencia frente a desastres naturales, fortaleciendo infraestructuras y sistemas de monitoreo y prevención.
CAF también ha centrado esfuerzos en la conservación marina, con un presupuesto de USD 1.250 millones hasta 2026 dirigido a restaurar ecosistemas marinos y costeros, y proteger áreas marinas protegidas. Este financiamiento se complementa con más de USD 2.000 millones anuales hasta 2030 para mejorar la resiliencia frente a desastres naturales mediante la construcción de infraestructuras más resilientes y el fortalecimiento de sistemas de monitoreo y prevención de desastres.

### Programas específicos de financiamiento climático
CAF ha desarrollado programas innovadores para apoyar la acción climática. Entre ellos, destaca el Programa Pymes Verdes LAC, desarrollado en colaboración con el Fondo Verde del Clima (GCF). Este programa tiene como objetivo apoyar a pequeñas y medianas empresas (pymes) en su transición hacia prácticas sostenibles, con financiamiento verde y asistencia técnica. El programa tiene el objetivo de reducir las emisiones de gases de efecto invernadero (GEI) y fomentar prácticas sostenibles en sectores clave como la agricultura, ganadería y silvicultura. Se espera que este programa beneficie a más de 1.200 pymes, cree más de 5.000 empleos verdes y evite la emisión de aproximadamente 10,7 millones de toneladas de CO2 equivalente.
Además de las pymes, CAF ha promovido el Programa de Financiamiento Climático Verde para Instituciones Financieras Locales (IFL), que tiene como objetivo aumentar la capacidad de las instituciones financieras locales en la región para financiar proyectos sostenibles. Este programa proporciona líneas de crédito verde y asistencia técnica a las instituciones financieras en países como Panamá, Ecuador, Perú y Chile, promoviendo proyectos que reduzcan las emisiones de GEI y contribuyan a la lucha contra el cambio climático.

### Iniciativas urbanas y conservación de la biodiversidad
En el ámbito urbano, CAF lidera la Red de Biodiverciudades, una iniciativa que promueve un modelo de desarrollo urbano que preserva la biodiversidad y garantiza que el crecimiento de las ciudades sea compatible con la conservación de los ecosistemas naturales. Este enfoque busca crear ciudades resilientes y sostenibles, donde la adaptación y mitigación al cambio climático se logren sin comprometer el bienestar de las comunidades urbanas.
A nivel institucional, CAF ha reforzado su compromiso con la sostenibilidad ambiental mediante un aumento patrimonial de USD 7 mil millones en 2022, con el objetivo de fortalecer su apoyo a los gobiernos subnacionales. Este esfuerzo busca financiar proyectos de desarrollo sostenible en ciudades intermedias de la región, con especial atención a la adaptación al cambio climático y la conservación de la biodiversidad. Este tipo de proyectos también busca la inclusión social y la reducción de desigualdades en las zonas urbanas de América Latina y el Caribe.

### Proyecciones y compromisos futuros
CAF ha destinado recursos significativos para proyectos climáticos específicos, como el financiamiento de USD 2.478 millones en 2024, para diez países de América Latina. Estos proyectos abarcan la modernización de infraestructuras, la mejora de los servicios de agua y saneamiento, y la competitividad agrícola. Esta inversión también está dirigida a fortalecer la resiliencia climática en países como Brasil, Chile y Panamá, contribuyendo a la mejora de la infraestructura de estos países frente a los efectos del cambio climático.
CAF sigue avanzando hacia la consolidación de su rol como actor clave en el financiamiento climático a nivel regional. Se ha comprometido a que, para 2030, el 10% de su financiamiento se destinará a la preservación de la biodiversidad, fortaleciendo aún más su capacidad para contribuir a los esfuerzos globales de mitigación y adaptación al cambio climático.

## Maratón CAF
El Maratón CAF, organizado por el CAF - Banco de Desarrollo de América Latina y el Caribe, es un evento deportivo anual celebrado en Caracas, Venezuela, que se ha consolidado como una de las principales competencias de la región. Desde su primera edición en 2011, ha reunido a miles de corredores de diversos países en las modalidades de Maratón (42K) y Medio Maratón (21K), destacándose por su enfoque en la integración regional, la promoción del deporte y la sostenibilidad.
La ruta del Maratón, avalada por la Asociación Mundial de Maratones (AIMS) y World Athletics (WA), tiene un recorrido tradicional de salida y llegada en el parque Los Caobos, atravesando los municipios Libertador, Baruta, Sucre y Chacao de la ciudad de Caracas.
El evento ha sido reconocido por sus altos estándares organizativos y su compromiso con la sostenibilidad, obteniendo certificaciones del Council for Responsible Sport. Además, actividades complementarias como concursos de crónicas y fotografía han capturado la esencia cultural y social del maratón, destacando las experiencias de los participantes y su relación con la ciudad.
Cronología
- 1.er Maratón CAF (20 de febrero de 2011), 3694 corredores inscritos, 20 países participantes.
- 2.º Maratón CAF (26 de febrero de 2012), 5800 corredores inscritos, 36 países participantes.
- 3.er Maratón CAF (24 de febrero de 2013), 8100 corredores inscritos.
- 4.º Maratón CAF (23 de febrero de 2014), SUSPENDIDO.
- 4.º Maratón CAF (26 de abril de 2015), Maratón 42K: 3.325 corredores inscritos; Medio maratón: 7.372 corredores inscritos.[21]
- 5.º Maratón CAF (24 de abril de 2016), Maratón 42K: 4.300 corredores inscritos; Medio maratón: 6.380 corredores inscritos, para un total de 10.680 corredores incritos de 36 países.
- 6.to Maratón CAF (26 de marzo de 2017), Maratón 42K: 4.500 corredores inscritos; Media maratón 21K 6.800 corredores inscritos, un total 11.281 corredores, 11 países inscritos
- 7.mo Maratón CAF (19 de marzo de 2023), Maratón 42K: 1.704 corredores inscritos; Media Maratón 21K : 3.310 corredores inscritos, 20 países inscritos.
- 8.vo Maratón CAF (17 de marzo de 2024), Maratón 42K: 1.700 corredores inscritos; Media Maratón 21K: 3.760 corredores inscritos, 12 países inscritos.
- 9.no Maratón CAF (16 de febrero de 2025), Maratón 42K: 2.000 corredores inscritos; Media Maratón 21K: 4.000 corredores inscritos, 17 países inscritos.